# نامزدهای ریاست جمهوری حزب جمهوری‌خواه، ۲۰۱۶
این مقاله کاندیداهای انتخابات مقدماتی حزب جمهوری‌خواه برای انتخابات ریاست‌جمهوری ۲۰۱۶ ایالات متحده آمریکا را در بر می‌گیرد.

## کاندیداها
افراد زیر یکی از این اقدامات را انجام داده‌اند: رسماً اعلام کاندیداتوری کرده‌اند؛ به عنوان کاندیدا در کمیسیون فدرال انتخابات پرونده تشکیل داده‌اند.

### کاندیداهای حاضر در نظرسنجی‌های اصلی
کاندید نهایی
| نام          | متولد               | مناصب فعلی/قبلی                                                                                  | ایالت         | اعلام کاندیداتوری در | کاندیداتوری                                                                             | Ref               |
| ------------ | ------------------- | ------------------------------------------------------------------------------------------------ | ------------- | -------------------- | --------------------------------------------------------------------------------------- | ----------------- |
| دونالد ترامپ | ۱۴ ژوئن ۱۹۴۶ کویینز | رئیس سازمان ترامپ (۱۹۷۱–۲۰۱۷) نامزد حزب ریفورم ایالات متحده آمریکا در انتخابات ریاست جمهوری 2000 | ایالت نیویورک | ۱۶ ژوئن ۲۰۱۵         | (کارزار ریاست‌جمهوری دونالد ترامپ، ۲۰۱۶ • مواضع سیاسی دونالد ترامپ • Website) FEC filing | [ ۱ ] [ ۲ ] [ ۳ ] |

| نام         | متولد                                       | مناصب فعلی/قبلی | ایالت        | اعلام کاندیداتوری در | کاندیداتوری                         | Ref         |
| ----------- | ------------------------------------------- | --- | ------------ | -------------------- | ----------------------------------- | ----------- |
| تد کروز     | ۲۲ دسامبر ۱۹۷۰ (سن ۵۴ سال) کلگری            | سناتور ایالات متحده از تکزاس (۲۰۱۳–تا کنون) Solicitor General of تکزاس (۲۰۰۳–۲۰۰۸)                                                  | تگزاس        | ۲۳ مارس ۲۰۱۵         | (Campaign • تد کروز) FEC Filing     | [ ۴ ] [ ۵ ] |
| جان کیسک    | ۱۳ مه ۱۹۵۲ (سن ۷۲ سال) مکیز راک، پنسیلوانیا | فرماندار اهایو (۲۰۱۱–تا کنون) کاندید ریاست جمهوری در ۲۰۰۰ حوزه انتخابیه دوازدهم اوهایو (۱۹۸۳–۲۰۰۱) Ohio State Senator (1979–1982)   | اوهایو       | ۲۱ ژوئیه ۲۰۱۵        | (Campaign) FEC Filing               | [ ۶ ]       |
| مارکو روبیو | ۲۸ مه ۱۹۷۱ (سن ۵۳ سال) میامی، فلوریدا       | سناتور ایالات متحده از فلوریدا (۲۰۱۱–تا کنون) Speaker of the Florida House of Reتا کنونatives (2007–2009) Florida House (2000–2009) | 65px فلوریدا | ۱۳ آوریل ۲۰۱۵        | (Campaign • مارکو روبیو) FEC Filing | [ ۷ ] [ ۸ ] |

## منصرفین
| نام           | متولد                                           | مناصب فعلی/قبلی | ایالت                                                                                | اعلام کاندیداتوری در | کاندیداتوری                                                                | Ref           |
| ------------- | ----------------------------------------------- | --- | ------------------------------------------------------------------------------------ | -------------------- | -------------------------------------------------------------------------- | ------------- |
| بن کارسون     | ۱۸ سپتامبر ۱۹۵۱ (سن ۷۳ سال) دیترویت             | مدیر بخش جراحی مغز و اعصاب کودکان، بیمارستان جانز هاپکینز (۱۹۸۴–۲۰۱۳) | مریلند                                                                               | ۴ مه ۲۰۱۵            | (Campaign • بن کارسون) FEC Filing                                          | [ ۹ ] [ ۱۰ ]  |
| کریس کریستی   | ۶ سپتامبر ۱۹۶۲ (سن ۶۲ سال) نیوآرک، نیوجرسی      | فرماندار نیوجرسی (۲۰۱۰–تا کنون) United States Attorney for the District of New Jersey]] (2002–2008) شهرستان موریس، نیوجرسی Freeholder (۱۹۹۵–۱۹۹۸)                                 | نیو جرسی                                                                             | ۳۰ ژوئن ۲۰۱۵         | (Campaign) FEC Filing                                                      | [ ۱۱ ]        |
| ریک سنتوروم   | ۱۰ مه ۱۹۵۸ (سن ۶۶ سال) وینچستر، ویرجینیا        | سناتور ایالات متحده ازPennsylvania (۱۹۹۵–۲۰۰۷) کاندید ریاست جمهوری در Rick Santorum presidential campaign, 2012\|۲۰۱۲]] حوزه انتخابیه هجدهم پنسیلوانیا (۱۹۹۱–۱۹۹۵)                | پنسیلوانیا                                                                           | ۲۷ مه ۲۰۱۵           | (Campaign • ریک سنتوروم) FEC Filing                                        | [ ۱۲ ]        |
| کارلی فیورینا | ۶ سپتامبر ۱۹۵۴ (سن ۷۰ سال) آستین، تگزاس         | CEO هیولت پاکارد (۱۹۹۹–۲۰۰۵) Nominee for مجلس سنای ایالات متحده آمریکا in California, ۲۰۱۰                                                                                        | کالیفرنیا                                                                            | ۴ مه ۲۰۱۵            | (Campaign) FEC Filing                                                      | [ ۱۳ ]        |
| رند پال       | ۷ ژانویه ۱۹۶۳ (سن ۶۲ سال) پیتسبرگ، پنسیلوانیا   | سناتور ایالات متحده از کنتاکی (۲۰۱۱–تا کنون) | کنتاکی                                                                               | ۷ آوریل ۲۰۱۵         | (Campaign • مواضع سیاسی رند پال) FEC Filing                                | [ ۱۴ ] [ ۱۵ ] |
| جیم گیلمور    | ۶ اکتبر ۱۹۴۹ (سن ۷۵ سال) ریچموند، ویرجینیا      | فرماندار Virginia (۱۹۹۸–۲۰۰۲) کاندید ریاست جمهوری در ۲۰۰۸ Nominee for مجلس سنای ایالات متحده آمریکا in Virginia, ۲۰۰۸ Attorney General of Virginia (1994–1997)                    | ویرجینیا                                                                             | ۳۰ ژوئیه ۲۰۱۵        | ( Campaign ) FEC Filing                                                    | [ ۱۶ ]        |
| مایک هاکبی    | ۲۴ اوت ۱۹۵۵ (سن ۶۹ سال) هوپ (آرکانزاس)          | فرماندار Arkansas (۱۹۹۶–۲۰۰۷) کاندید ریاست جمهوری در ۲۰۰۸ Lieutenant فرماندار Arkansas (1993–1996)                                                                                | آرکانزاس                                                                             | ۵ مه ۲۰۱۵            | date=May 5, 2015 \| accessdate=May 5, 2015 \| author=Trip, Gabriel}}</ref> |               |
| جرج پتکی      | ۲۴ ژوئن ۱۹۴۵ (سن ۷۹ سال) پیکسکیل، نیویورک       | فرماندار نیو یورک (۱۹۹۵–۲۰۰۶) نیو یورک State Senator (۱۹۹۳–۱۹۹۴) نیو یورک State Assemblyperson (۱۹۸۵–۱۹۹۲) Mayor of پیکسکیل، نیویورک (1981–1984)                                  | date=May 28, 2015 \| accessdate=May 28, 2015 \| author=Fahrenthold, David A.}}</ref> |                      |                                                                            |               |
| جب بوش        | ۱۱ فوریه ۱۹۵۳ (سن ۷۲ سال) میدلند، تگزاس         | فرماندار فلوریدا (۱۹۹۹–۲۰۰۷) وزیر بازرگانی فلوریدا (1987–1988) | فلوریدا                                                                              | ۱۵ ژوئن ۲۰۱۵         | (Campaign • Positions) FEC Filing                                          | [ ۱۷ ]        |
| لیندزی گراهام | ۹ ژوئیه ۱۹۵۵ (سن ۶۹ سال) سنترل، کارولینای جنوبی | سناتور ایالات متحده ازSouth Carolina (۲۰۰۳–تا کنون) حوزه انتخابیه سوم کارولینای جنوبی (۱۹۹۵–۲۰۰۳) South Carolina State Reتا کنونative (1993–1995)                                 | کارولینای جنوبی                                                                      | ۱ ژوئن ۲۰۱۵          | . Retrieved June 1, 2015.</ref>                                            |               |
| ریک پری       | ۴ مارس ۱۹۵۰ (سن ۷۵ سال) هاسکل (تگزاس)           | فرماندار تگزاس (۲۰۰۰–۲۰۱۵) کاندید ریاست جمهوری در ۲۰۱۲ Lieutenant فرماندار تکزاس (۱۹۹۹–۲۰۰۰) تکزاس Commissioner of Agriculture (۱۹۹۱–۱۹۹۹) تکزاس State Reتا کنونative (1985–1991) | 60px تگزاس                                                                           | ۴ ژوئن ۲۰۱۵          | (Campaign • Positions) FEC Filing                                          | [ ۱۸ ]        |
| اسکات واکر    | ۲ نوامبر ۱۹۶۷ (سن ۵۷ سال) کلرادو اسپرینگز       | فرماندار ویسکانسین (۲۰۱۱–تا کنون) مسئول اجرایی شهرستان میلواکی (۲۰۰۲–۲۰۱۰) عضو مجمع ایالت ویسکانسین (1993–2002)                                                                   | ویسکانسین                                                                            | ۱۳ ژوئیه ۲۰۱۵        | (Campaign • اسکات واکر) FEC Filing                                         | [ ۱۹ ]        |
| بابی جیندال   | ۱۰ ژوئن ۱۹۷۱ (سن ۵۳ سال) باتون‌روژ، لوئیزیانا    | فرماندار Louisiana (۲۰۰۸–تا کنون) حوزه انتخابیه اول لوئیزیانا (۲۰۰۵–۲۰۰۸) | لوئیزیانا                                                                            | ۲۴ ژوئن ۲۰۱۵         | (Campaign) FEC Filing                                                      | [ ۲۰ ]        |